# Југославија на избору за Песму Евровизије 1963.
Југославија је учествовала на Песми Евровизије 1963, одржаном у Лондону, Уједињено Краљевство.

### Југовизија 1963.
Југословенско национално финале одржано је 1. фебруара у Београду.  У финалу је било 8 песама, по једна из сваке од шест република и две аутономне покрајине које су поднете преко својих јавних емитера. Четири поднационална емитера су дебитовала; Радио Скопље, Радио Титоград, Радио Приштина и Радио Нови Сад. Победник је изабран гласовима осмочланог жирија стручњака, по једног поротника за сваку од шест република и две аутономне покрајине. Победничка песма је била "Бродови", коју је извео хрватски певач Вице Вуков, а компоновао и написао Марио Нардели.
| Финале – 1. фебруар 1963. | Финале – 1. фебруар 1963.             | Финале – 1. фебруар 1963. | Финале – 1. фебруар 1963. | Финале – 1. фебруар 1963. | Финале – 1. фебруар 1963. |
| Место                     | Емитер                                | Уметник                   | Песма                     | Бодова                    |                           |
| ------------------------- | ------------------------------------- | ------------------------- | ------------------------- | ------------------------- | ------------------------- |
| 1                         | СР Хрватска (РТВ Загреб)              | Вице Вуков                | "Бродови"                 | 19                        |                           |
| 2                         | СР Словенија (РТВ Љубљана)            | Мајда Сепе                | "Најлепши часи"           | 18                        |                           |
| 3                         | СР Србија (РТВ Београд)               | Љиљана Петровић           | "Табакера"                | 13                        |                           |
| 4                         | САП Косово (Радио Приштина)           | Аница Зубовић             | „Тринаест дана до. . ."   | 11                        |                           |
| 5                         | СР Босна и Херцеговина (РТВ Сарајево) | Сабахудин Курт            | "Сретно љето"             | 7                         |                           |
| 6                         | САП Војводина (Радио Нови Сад)        | Лола Новаковић            | "Када дође зима"          | 6                         |                           |
| 7                         | СР Црна Гора (Радио Титоград)         | Ђорђе Марјановић          | "Велика љубав"            | 4                         |                           |
| 8                         | СР Македонија (Радио Скопље)          | Дуо Хани                  | „Не верујем мајчице више“ | 2                         |                           |

## На Евровизији
На крају гласања песма је добила 3 бода, заузевши 11. место у пољу од 16 земаља које се такмиче.